# Palu' del Quartiere del Piave
Palu' del Quartiere del Piave este o arie protejată (arie specială de conservare — SAC, sit de importanță comunitară — SCI) din Italia întinsă pe o suprafață de 692 ha, integral pe uscat.

## Localizare
Centrul sitului Palu' del Quartiere del Piave este situat la coordonatele 45°52′48″N 12°05′52″E / 45.88°N 12.097778°E.

## Înființare
Situl Palu' del Quartiere del Piave a fost declarat sit de importanță comunitară în septembrie 1995 pentru a proteja 16 specii de animale. Situl a fost protejat și ca arie specială de conservare în iulie 2018.

## Biodiversitate
Situată în ecoregiunea continentală, aria protejată conține 5 habitate naturale: Păduri ilirice de stejar și carpen (Erythronio-Carpinion), Fânețe de joasă altitudine (Alopecurus pratensis, Sanguisorba officinalis), Mlaștini alcaline, Pajiști cu Molinia pe soluri calcaroase, turboase sau argilos-nămoloase (Molinion caeruleae), Liziere de ierburi înalte hidrofile de câmpie și de nivel montan până la alpin.
La baza desemnării sitului se află mai multe specii protejate:
- păsări (12): pescăruș albastru (Alcedo atthis), stârc roșu (Ardea purpurea), barză albă (Ciconia ciconia), erete de stuf (Circus aeruginosus), cioară de semănătură (Corvus frugilegus), cristeiul de câmp (Crex crex), cocor (Grus grus), sfrâncioc roșiatic (Lanius collurio), gaia neagră (Milvus migrans), stârc de noapte (Nycticorax nycticorax), ciocănitoarea verde (Picus viridis), cresteț pestriț (Porzana porzana)
- amfibieni (3): izvoraș-cu-burta-galbenă (Bombina variegata), Rana latastei, Triturus carnifex
- pești (1): Lethenteron zanandreai

Pe lângă speciile protejate, pe teritoriul sitului au mai fost identificate 16 specii de plante, 4 specii de mamifere.